# Stenopogon povolnyi
Stenopogon povolnyi är en tvåvingeart som beskrevs av Hradsky 1985. Stenopogon povolnyi ingår i släktet Stenopogon och familjen rovflugor.
Artens utbredningsområde är Afghanistan. Inga underarter finns listade i Catalogue of Life.